# Fidel Brunhart
Fidel Brunhart (* 26. Januar 1900 in Balzers; † 28. Juni 1970 in Walenstadt) war ein liechtensteinischer Politiker (FBP).

## Biografie
Brunhart war als Bauarbeiter und Fabrikarbeiter tätig. Von 1936 bis 1942 gehörte er dem Gemeinderat von Balzers. Später, von 1945 bis 1960, bekleidete er das Amt des Vorstehers dieser Gemeinde. Des Weiteren war Brunhart von 1945 bis 1962, mit einer kurzen Unterbrechung von 1957 bis 1958, Abgeordneter im Landtag des Fürstentums Liechtenstein. Im Anschluss fungierte er von 1962 bis 1966 als Stellvertreter Abgeordneter. Diese Funktion hatte er bereits in den Jahren 1957 und 1958 innegehabt.
Von 1962 bis 1970 gehörte er dem Verwaltungsrat der Liechtensteinischen Landesbank an.